# Desoria grisea
Desoria grisea är en urinsektsart som först beskrevs av Lubbock 1869.  Desoria grisea ingår i släktet Desoria, och familjen Isotomidae. Arten är reproducerande i Sverige.